# دينيسي مارتن (لاعب كرة قدم)
دينيسي مارتن (بالإنجليزية: Dean Martin)‏ (19 فبراير 1957 بستوك أون ترينت في المملكة المتحدة - ) هو لاعب كرة قدم بريطاني في مركز الهجوم. لعب مع بورت فايل وستوك سيتي.